# NGC 7216
NGC 7216 é uma galáxia elíptica (E-S0) localizada na direcção da constelação de Indus. Possui uma declinação de -68° 39' 43" e uma ascensão recta de 22 horas, 12 minutos e 36,0 segundos.
A galáxia NGC 7216 foi descoberta em 29 de Junho de 1835 por John Herschel.